# Robert Gilpin
Robert Gilpin (  /ˈɡɪlpɪn/ ; 2 de julio de 1930– 20 de junio de 2018  ) fue un politólogo estadounidense. Trabajó como profesor de Política y Asuntos Internacionales en la Escuela de Asuntos Públicos e Internacionales Woodrow Wilson de la Universidad de Princeton, donde ocupó la cátedra Eisenhower.
Gilpin fue una figura influyente en los campos de la teoría de las relaciones internacionales y la economía política internacional. Considerado como, un realista "blando", Gilpin argumentó que los asuntos económicos internacionales reflejaban el poder estatal y que los intereses de seguridad de los estados daban forma a la cooperación económica internacional. Su principal aporte a las relaciones internacionales es lo que se conocería como teoría de la estabilidad hegemónica, esto es la noción de que es más probable que el sistema internacional sea estable en presencia de una potencia hegemónica. 

## Biografía
Gilpin obtuvo su licenciatura en la Universidad de Vermont en 1952 y estudió la maestría en la Universidad de Cornell en 1954. Después de tres años como oficial de la Marina de los EE. UU., Gilpin completó su doctorado en la Universidad de California, Berkeley, de donde se doctoró en 1960. Dos años después se unió a la facultad de Princeton y obtuvo la titularidad en 1970. Fue profesor asociado del Centro de Estudios Internacionales y del Instituto de Autodeterminación de Liechtenstein.
Gilpin fue becario Guggenheim en 1969, becario Rockefeller de 1967 a 1968 y nuevamente de 1976 a 1977, y miembro de la Academia Estadounidense de Artes y Ciencias. Fue miembro de la Asociación Estadounidense de Ciencias Políticas, de la que fue vicepresidente de 1984 a 1985, y fue miembro del Consejo de Relaciones Exteriores. Al principio de su carrera, Gilpin se centró en los conflictos y la seguridad nacional, en particular la relacionada con la política de armas nucleares. Con el tiempo, su atención se centró en la economía política internacional.
Gilpin se describió a sí mismo como un realista "blando". Toda vez, que si bien su visión de las relaciones internacionales se inscriben dentro de la escuela "realista" lo hace con un enfoque de economía política.
En su libro Economía política global denomina a su teoría como "realista estatocéntrica" y la inscribe en la tradición de destacados "realistas clásicos" como EH Carr, Hans Morgenthau y Hedley Bull a quienes considera como influencias de su pensamiento,  así como a Susan Strange, Raymond Vernon y Richard Cooper.
Considerado como uno de los principales exponentes de la Economía Política de las relaciones internacionales,  Gilpin rebate las afirmaciones hechas por internacionalistas liberales como Robert Keohane y Joseph Nye quienes proclaman la dilusión del Estado como eje central de los asuntos económicos internacionales para ser sustituidos por una compleja red de organismos supranacionales y entes económico–financieros de gobernanza global en lo que llaman interdependencia compleja.
Contrario a esa visión que es base del aparato ideológico del neoliberalismo y somete a los Estados al poder económico, Gilpin argumenta que los Estados siguen siendo los actores clave en el ámbito de las relaciones económicas y que son los intereses de seguridad y no los del mercado, los que determinan el comportamiento del Estado en los asuntos económicos. Como consecuencia de lo anterior los actores no estatales todavía dependen fundamentalmente de lo que hagan los Estados. En este sentido Gilpin es una fuerte influencia en teóricos como  Stephen D. Krasner.
En Economía Política Internacional, Gilpin propuso organizar en tres  escuelas de pensamiento la relación entre política y economía : mercantilismo, liberalismo y marxismo.
En su libro de 1975 El poder estadounidense y las Corporaciones Multinacionales, Gilpin advirtió que las corporaciones multinacionales podrían facilitar una rápida difusión de tecnologías avanzadas desde los estados líderes hacia los estados en ascenso, facilitando así transiciones de poder más rápidas.
Gilpin ha descrito Guerra y cambio en la política internacional (1981) como su trabajo con el que está más satisfecho.
En los últimos años de su carrera, Gilpin centró sus intereses de investigación en la aplicación del pensamiento realista a las políticas estadounidenses contemporáneas en el Medio Oriente . Gilpin criticó abiertamente la política que rodeó la invasión de Irak en 2003 en su ensayo titulado "La guerra es demasiado importante para dejarla en manos de aficionados ideológicos".

## Otras lecturas
- Guzzini, Stefano (1997). «Robert Gilpin: The Realist Quest for the Dynamics of Power».  En Neumann; Waever, eds. The Future of International Relations: Masters in the Making?. London: Routledge. pp. 121–144. ISBN 9780415144070.